# Yngelpleje
I zoologi er yngelpleje moder- eller faderdyrets pasning af afkommet.
En del af dyrs naturlige adfærd er at tage sig af yngel. Dette kaldes yngelpleje. Ynglen, dvs. ungerne, skal fodres, beskyttes mod kulde eller varme og beskyttes mod fjender.
| Biologi | Spire Denne artikel om biologi er en spire som bør udbygges. Du er velkommen til at hjælpe Wikipedia ved at udvide den. |